# Gradečki Pavlovec
Gradečki Pavlovec is een plaats in de gemeente Gradec in de Kroatische provincie Zagreb. De plaats telt 506 inwoners (2001).